# Barbie Girl
〈Barbie Girl〉(바비 걸)은 덴마크의 유로팝 밴드 아쿠아의 노래로, 데뷔 음반 《Aquarium》의 수록곡이다. 빌보드 핫 100 7위와 영국 싱글 차트 1위를 한 곡이다. 영국 축음기 협회(BPI) 인증 트리플 플래티넘 등급을 받은 곡이다.